# Saint-Amand-sur-Sèvre
Saint-Amand-sur-Sèvre é uma comuna francesa na região administrativa da Nova Aquitânia, no departamento de Deux-Sèvres. Estende-se por uma área de 32,36 km². Em 2010 a comuna tinha 1 450 habitantes (densidade: 44,8 hab./km²).